# Туранска низина
Туранската низина (Арало-Каспийска низина, Туранска равнина) (на казахски: Тұран ойпаты; на узбекски: Turon tekisligi; на руски: Туранская низменность) е обширна равнина в западната част на Средна Азия, простираща се в южните и югозападни части на Казахстан, в над 80% от територията на Узбекистан и в над 90% от територията на Туркменистан, като голяма част от нея е заета от пустините Каракум, Къзълкум и Мойънкум Площ около 3 млн.km².

## Геоложки строеж, полезни изкопаеми
Основната част от низината съответства на Туранската платформа, чийто нагънат фундамент е препокрит с мезокайнозойски наслаги и само на отделни места излиза на повърхността – възвишението Каратау на п-ов Мангишлак, възвишенията Къзълкия, Султануиздаг и възвишенията в централната част на пустинята Къзълкум – Букантау, Тамдитау и др. На територията на полуостров Мангишлак и в югозападната част на низината се разработват големи находища на нефт и газ, в централните ѝ части – находища на полиметални, уранови и други руди, а в депресионния залив Кара Богаз Гол – находища на бром и глауберова сол.

## Географска характеристика

### Географско положение
На юг и югозапад Туранската низина е ограничена от предпланините на Паропамиз и планината Копетдаг, на запад – от източните брегове на Каспийско море, на северозапад – от южните разклонения и източните подножия на планината Мугоджари, на север – от южните склонове на Тургайското плато, на североизток – от югозападните подножия на Казахската хълмиста земя и на югоизток – от подножията на хребетите на планинските системи Тяншан и Хисаро-Алай. На изток приповдигнатите източни участъци на пустинята Бетпак Дала и Чу-Илийските планини я отделят от голямата Балхаш-Алаколска котловина. Дължината ѝ от запад на изток надхвърля 1800 km, а ширината от север на юг – над 1500 km.

### Релеф
Релефът на Туранската низина се характеризира с редуването на акумулативни низини и равнини със стъпаловидни слабо разчленени плата и заравнени възвишения – Устюрт, Красноводско плато, Заунгузко плато. Дъната на някои падини лежат под морското равнище Карагие (-132 m), Ассаке-Аудан, Каунди и др. Най-високите части на низината (над 300 m) се намират в островните възвишения в централната част на пустинята Къзълкум – Тамдитау (974 m), Букантау (764 m), Султануиздаг (478 m) и възвишението Каратау (556 m) на п-ов Мангишлак.

### Климат, води
Климатът е рязко континентален, пустинен, в южните части – субтропичен с големи годишни и дневни температурни амплитуди, горещо и сухо лято и студена зима. Валежите са минимални. От югоизток на северозапад низината се пресича от две транзитни реки Амударя и Сърдаря, водите на които почти на 100% се отклоняват за напояване. Речният режим е глациално-нивален, като максимумът на водите е през пролетта и лятото. В южната част на Туранската низина е изграден дългият над 1000 km Каракумски канал, който свързва Амударя с реките Теджен и Мургаб. По течението на Сърдаря са изградени язовирите Кайраккумски, Ферхадски и Чардарински..

### Почви, растителност
Основният вид почви са сивокафявите, слабокарбонатни на север и типични карбонатни на юг. В предпланинските части на низината на юг те се сменят със светли и обикновени сивоземни почви. Господства пелиново-солянковата, псамофитната и ефемерова пустинна растителност. В северната половина на Туранската низина са разпространени глинестите (пелинови и пелиново-солянкови), пясъчните и каменистите (гипсофитни) пустини, изпъстрени на места с участъци от солончаци и такири. В южната половина господстват субгропичните пустини: льосово-глинести (ефемерови), пясъчни, каменисти (гипсофитни), такири, солонци и солончаци.